# Návrat neuvěřitelného Hulka
Návrat neuvěřitelného Hulka (v anglickém originále The Incredible Hulk Returns) je americký televizní akční film z roku 1988, který natočil Nicholas Corea podle komiksových příběhů o Hulkovi a Thorovi. Snímek, uvažovaný také jako backdoor pilot pro zamýšlený ale nerealizovaný seriál o Thorovi, navazuje na seriál The Incredible Hulk, jehož vysílání bylo ukončeno v roce 1982. V dalších letech vznikly také další televizní filmy – Proces s neuvěřitelným Hulkem (1989) a The Death of the Incredible Hulk (1990).

## Příběh
Dva roky po poslední epizodě seriálu pracuje doktor David Banner (pod jménem David Bannion) ve výzkumném ústavu Joshua-Lambert Research Institute, kde se svým týmem dokončuje gama transpondér, který zamýšlí využít pro vyléčení svého stavu, aby se již neměnil v Hulka. Jeho bývalý student Donald Blake mu ukáže tajemné kladivo, které přivezl z výpravy do Norska a pomocí kterého dokáže přivolat Thora. Bannerovu přítelkyni unese zločinecká skupina, která se pokusí ukrást i gama transpondér, proto se doktor (i v podobě Hulka) musí s Thorovou pomocí ji vydat zachránit.

## Obsazení
- Bill Bixby jako David Banner
- Lou Ferrigno jako Hulk
- Jack Colvin jako Jack McGee
- Lee Purcell jako Maggie Shawová
- Charles Napier jako Mike Fouche
- John Gabriel jako Joshua Lambert
- Jay Baker jako Zack Lambert
- Tim Thomerson jako Jack LeBeau
- Eric Kramer jako Thor
- Steve Levitt jako Donald Blake